# Belysning
For belysning som fysisk størrelse, se illuminans.
Belysning er anordninger som skaber lys.

## Historisk udvikling
I ældste tider anvendtes ildens skin fra ildsteder. Om en plads udenfor ildskinnet behøvede belysning anvendtes en fakkel. Selv olielampen er gammel og spredes tidligt mellem kulturerne. En meget tidlig idé var at lade et stykke mos flyde i en åben skål med tran eller ister. Det flydende fedt udgjorde brændslet, mens mosset fungerede som væge og gav efter antænding en svag, sodende flamme.
Olielamperne udvikledes med tiden. Skålen lukkedes og man lod vægen komme op gennem et rør. Lampeolierne blev også bedre; blandt andet anvendtes gennem lang tid råolie. For at gøre flamme mere stabil, uden flagren, udrustedes lamperne med glas. Den højeste udviklede olielampe anvendte fotogen som brændsel og har labyrinter for indkommende luft og afgivne gasser, hvilket gør flammen ufølsom overfor vindpust.
Selv vægerne udvikledes, både til olielamper og lys. Det lingarn, som anvendtes i de tidlige voks- og talglys, erstattedes med tiden af bomuldsgarn.
Teknikken med at støbe lys gennem at gentagne gange dyppe et vægegarn i et smelte af et brændbart emne, er med sikkerhed dokumenteret fra 1100-tallet, men har rødder som går tilbage til vikingetiden. I de tidligste lys anvendtes bivoks eller talg.
Med forfinet teknik kunne man imprægnere vægen med visse salte, for at vægen skulle forbrændes i samme takt for at holde trit med brændselsforbruget. Hvis vægen alligevel bliver for lang brænder lyset med sodende flamme. Med hjælp af en lyssaks forkortedes vægen mens lyset stadigt brændte, hvorefter flammen ikke længere er sodende. En væge af flettet garn bøjer sig så at vægens frie ende normalt havner i flammens yderkant hvor temperaturen og iltgastilførslen er højre og vægen forgasses.
Lys af højeste kvalitet støbes af stearin, som har lille løbetendens og lang brændetid. Enklere lys støbes i paraffin, som er billigere end stearin, men har kortere brændetid og typisk løber. Som et kompromis forekommer forskellige blandinger af stearin og paraffin.
Belysning kan også fås fra en flamme via forbrænding af gas, olie eller fotogen. En bunsenbrænder til lysgas giver udmærket varme, men næsten ingen lys overhovedet. Supplerer man med et glødenet (auerbrændere) får man et også lys. Glødenettet – eller strømpen, som af og til kaldes – er meget ømtålelig. Som ny og ubrugt kan den håndteres med forsigtighed, men når den er taget i brug består den kun af et skelet af oxider.
Gadebelysning med gaslygter var 1800-tallets offentlige belysning, alle rigtige byer i Danmark havde sådan belysning i de finere kvarterer. 
En speciel form for fotogenlygte kan suppleres med en auerstrømpe og giver så et meget stærkt lys.
Belysning i dag drives mest af elektricitet.
Elektrisk belysning har naturligvis en lyskilde som kan være glødelampe, halogenlampe, lysstofrør eller (kul-)buelampe. En kommende elektrisk lyskilde er lysdiodelamper.

## Standarder forskning
Se CIE for internationale standarder, tekniske rapporter og forskningsoversigter indenfor belysningsområdet.

## Udendørsbelysning
Lyset kommer fra en lyskilde f.eks. lysstofrør, glødelamper eller lysdiodelamper. Disse sidder fast i et armatur som kan sidde på en stolpe eller hænge i et kabel mellem stolper eller i f.eks. et tunnelloft.

## Vej- og gadebelysning
En gadelygte eller en lyskilde i en vej- eller gadebelysningsanlæg som det egentlig hedder, lyser i omkring halvdelen ad årets timer, dvs. omkring 4.000 timer per år. Den tekniske livslængde måles i antal timer og ligger typisk på 10.000-60.000 timer.

## Udsmykning
Belysning bruges også ofte som udsmykning. For eksempel vælger byer ofte at oplyse vigtige eller imponerende bygninger. Et eksempel på udsmykning af et bygningsværk med lys er Læbestiften – et vandtårn i Viborg, som er udstyret med lysstofrør, der får tårnet til at ligne en læbestift.

## Lyskilder
Vigtige parametre når man sammenligner forskellige lyskilder er:
- effekt, målt i watt (W),
- energiklasse,
- teknisk livslængde, det er det antal timer som mindst en vis andel af lamperne (f.eks. 80 %) har tilbage mindst en vis lyseffekt (f.eks. 50 %),
- lysstrøm, målt i lumen (lm) eller candela per kvadratmeter (cd/m²),
- lysfarve, udtrykt som korreleret farvetemperatur og målt i grader kelvin (K). Sollys ligger omkring 6.000 K,
- farvegengivelsesindeks, Ra,
- lysnedgang, det er reduktionen i lyseffekt for den tid som lyskilden er i drift,
- indkøbspris, målt i kr.
- årsudgift, målt i kroner per år, hvor indkøbspris, elforbrug og andre driftsomkostninger samt vedligeholdelsesudgifter summeres og deles med den tekniske livslængde.

De fem øverste punkter findes oftest på lyskildernes pakninger.